# Joseph de Blanckart
Joseph Antoine Hubert de Blanckart (Alsdorf, 24 juni 1796 - Bardenberg, 4 mei 1873) was een Duits staalfabrikant en lid van de adel in het Verenigd Koninkrijk der Nederlanden en het Koninkrijk België.

## Biografie
Joseph de Blanckart was een zoon van burggraaf Charles-Alexandre von Blanckart (1772-1811) en barones Maria-Frnazisca von Negri de Zweibrücken (1778-1827). Hij trouwde in 1834 in Eisden met gravin Marie de Liedekerke (1800-1837). Ze kregen een enige zoon. Zijn echtgenote stierf in het kinderbed samen met een tweede doodgeboren zoon.
In Duitsland behoorde hij tot een familie van maîtres des forges. In de Zuidelijke Nederlanden getrouwd genoot hij in 1816 adelserkenning met de titel van baron en benoeming in de Ridderschap van Limburg. 
Het echtpaar von Blankart-de Liedekerke woonde op het kasteel van Lexhy, eigendom van de Liedekerkes, in Horion-Hozémont (nu Grâce-Hollogne). In 1852 bouwde de weduwnaar er, in vervanging van het bouwvallige kasteel, een aanzienlijk kasteel in neoklassieke stijl, later versierd in het fronton met het dubbele wapenschild van zijn enige zoon en diens echtgenote. Het echtpaar erfde ook, langs de familie de Liedekeke, het kasteel van Harlue in Bolinne bij Éghezée.
Zijn enige zoon was baron Charles Alexandre Maximilien de Blanckart (Horion-Hozémont, 30 maart 1836 - Bonn, 3 februari 1897), doctor in de rechten en in de natuurwetenschappen, die op het oorspronkelijke kasteel van Horion-Hozémont geboren was en in 1867 op het nieuwe kasteel trouwde met barones Jeanne von Hövel (Siegen, 1844 - Horion-Hozémont, 1915). Ze kregen een zoon en twee dochters.
- Marie-Clémentine de Blanckart (1869-1960), trouwde in 1891 in Grâce-Hollogne met graaf Fritz de Borchgrave d'Altena (1864-1932). Ze erfden en bewoonden het kasteel. Ze kregen drie zoons en drie dochters, met afstammelingen tot heden.
- Joseph de Blanckart (1871-1893)
- Jeanne de Blanckart (1872-1968), trouwde in 1898 in Grâce-Hollogne met graaf Léon de Hemricourt de Grunne, burgemeester van Rutten en provincieraadslid van Limburg, zoon van graaf Arthur de Hemricourt de Grunne, burgemeester van Rutten, provincieraadslid van Limburg en senator. Ze kregen een zoon en twee dochters, met afstammelingen tot heden. Hun dochter Marie-Louise (1907-1994) trouwde met graaf Robert de Broqueville (1891-1984), zoon van graaf Charles de Broqueville, premier tijdens de Eerste Wereldoorlog.

In mannelijke lijn stierf de familie uit in 1897 en in vrouwelijke lijn in 1968.
Aan Joseph de Blanckart herinnert in Grâce-Hollogne het rond-point de Blanckart, een rotonde waar zes wegen uit de wijde omgeving nagenoeg symmetrisch op aansluiten. Aan deze rotonde is tevens het kasteel van Lexhy gelegen.

## Théodore de Blanckart
Joseph had een broer, Théodore (Pruisisch) Freiherr von Blanckart, van wie een zoon, Adolphe von Blanckart (1841-1909), trouwde met Marie-Thérèse von Heinsberg (1849-1927). De weduwe verkreeg in 1923 inschrijving in de Belgische adel met de titel baron of barones voor de wettige afstammelingen uit haar huwelijk met Adolphe von Blanckart. Ze had echter slechts twee dochters.